# جی شیلدز
جی شیلدز (انگلیسی: Jay Shields؛ زادهٔ ۶ ژانویهٔ ۱۹۸۵) بازیکن فوتبال اهل بریتانیا است.
از باشگاه‌هایی که در آن بازی کرده‌است می‌توان به باشگاه فوتبال هیبرنین و باشگاه فوتبال داندی اشاره کرد.